# Java Volóvich

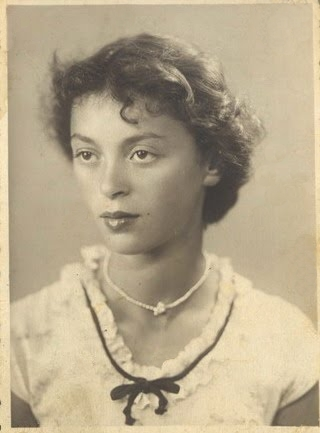
Volóvich, 1935

Java Vladímirovna (Vílkovna) Volóvich (en cirílico ruso: Хава Владимировна (Вильковна) Волович, Sosnytsia, 25 de diciembre de 1916 jul. / 7 de enero de 1917 greg.-Mena, 14 de febrero de 2000) fue una actriz, directora teatral y escritora soviética judía superviviente de un gulag

## Biografía
En 1931 se graduó en la escuela y comenzó a trabajar como mecanógrafa en una imprenta y luego como correctora literaria del diario Cooperativa de Trabajo, Колхозный труд en Mena, actual Ucrania.
La detuvieron el 14 de agosto de 1937 acusada de agitación y propaganda antisoviética  y la condenaron a 15 años de internamiento en un gulag y cinco de inhabilitación. Cumplió su condena en la explotación forestal Sevjeldórlag en la mina Mariinsky (haciendo faenas agrícolas), en Ozerlag y Zhezkazgan. En 1942 dio a luz a una niña que murió en el campo de concentración en 1944. Durante muchos años participó en las producciones de aficionados del campo. La liberaron el 20 de abril de 1953.
Después vivió tres años en el Krai de Krasnoyarsk y regresó a Mena en 1957.A partir de 1958, dirigió un teatro de títeres y fue rehabilitada el 28 de diciembre de 1963. 

## Publicaciones
- (en ruso) Журнал «Горизонт», № 2, 1989 г.
- (en ruso) Доднесь тяготеет. [Сб. воспоминаний]. Вып. 1. Записки вашей современницы / Сост. С. С. Виленский. — М.: Сов. пис., 1989. — С. 461—494.
- (en ruso) Озерлаг: как это было / сост. Л. С. Мухин. — Иркутск : Вост.-Сиб. кн. изд-во, 1992. — С. 55-87.
- (en ruso) Театр Гулага. Воспоминания. Очерки / Сост. М. М. Кораллов. — М.: Звенья, 1995. — С. 143—155, Театр ГУЛАГа.
- (en ruso) Отечественные записки. 2006. № 2/27 (на сайте ОЗ текст убран, но сохранился в кэше Яндекса).